# Babelomurex mansfieldi
Babelomurex mansfieldi is een slakkensoort uit de familie van de Muricidae. De wetenschappelijke naam van de soort is voor het eerst geldig gepubliceerd in 1940 door McGinty.